# Shark River
Shark River este un film de aventuri american din 1953 regizat de John Rawlins. În rolurile actorii Steve Cochran, Carole Mathews, Warren Stevens, Robert Cunningham, Ruth Foreman, Spencer Fox și Bill Piper.

## Distribuție
- Steve Cochran ca Dan Webley
- Carole Mathews ca Jane Daughterty
- Warren Stevens ca Clay Webley
- Robert Cunningham ca Curtis Parker
- Ruth Foreman ca doamna Daughterty
- Spencer Fox ca Johnny Daughterty
- Bill Piper ca Șerif
- Don Carroll ca Șeriful adjunct